# Marcela Gómez
Marcela Cristina Gómez (* 19. Februar 1984 in Tres Isletas) ist eine argentinische Leichtathletin, die sich auf den Langstreckenlauf spezialisiert hat.

## Sportliche Laufbahn
Erste internationale Erfolge feierte Marcela Gómez beim Londrina Half Marathon 2011, bei dem sie nach 1:20:41 h als erste die Ziellinie überquerte. Im Jahr darauf siegte sie in 1:19:35 h beim Halbmarathon in Rio Negro und 2014 wurde sie beim Curitiba-Halbmarathon nach 1:22:27 h Dritte. 2019 wurde sie nach mehreren weniger erfolgreichen Jahren nach 1:17:47 h Dritte beim Olympicus Half Marathon in Rio de Janeiro und bei den Marathon-Südamerikameisterschaften in Buenos Aires belegte sie nach 2:34:52 h den sechsten Platz. Im Jahr darauf steigerte sie beim Zurich Maratón de Sevilla den argentinischen Landesrekord auf 2:28:58 h und wurde damit Zehnte. Zudem erbrachte sie damit auch die Qualifikationsnorm für die Olympischen Sommerspiele in Tokio. Mitte Oktober erreichte sie bei den Halbmarathon-Weltmeisterschaften in Gdynia nach 1:14:18 h Rang 72. 2021 belegte sie dann bei den Südamerikameisterschaften in Guayaquil in 34:13,22 min den fünften Platz im 10.000-Meter-Lauf und wurde über 5000 Meter in 16:18,79 min Sechste. Beim Marathon der Olympischen Sommerspiele, der abweichend in Sapporo stattfand, kam sie als 61. ins Ziel.
2020 wurde Gómez argentinische Meisterin im 5000-Meter-Lauf sowie 2021 über 10.000 Meter.

## Persönliche Bestleistungen
- 5000 Meter: 16:14,91 min, 20. Dezember 2020 in Rosario
- 10.000 Meter: 34:13,22 min, 29. Mai 2021 in Guayaquil
- Halbmarathon: 1:14:18 h, 17. Oktober 2020 in Gdynia
- Marathon: 2:28:58 h, 23. Februar 2020 in Sevilla (argentinischer Rekord)